# 根室國
根室國（日语：〔〕／ Nemuronokuni */?），是日本明治時代所劃分的地方令制國，隸屬於當時北海道的廣域內。轄區包含現在北海道轄下根室振興局、齒舞群島和色丹島。

## 歷史
- 1869年8月15日：北海道設置11國86郡，根室國成立；下設花咲郡、根室郡、野付郡、標津郡、目梨郡。[1]
- 1872年：進行人口調查，統計人口為832人。
- 1885年1月：花咲郡的色丹島獨立設置色丹郡，並改編入千島國之管轄。

## 相關項目
- 日本令制國列表